# Kanton Briançon-1
Der Kanton Briançon-1 ist ein französischer Wahlkreis im Département Hautes-Alpes in der Region Provence-Alpes-Côte d’Azur. Er umfasst einen Teil der Stadt Briançon und neun weitere Gemeinden im Arrondissement Briançon. Durch die landesweite Neuordnung der französischen Kantone wurde er 2015 neu geschaffen mit Briançon als Hauptort (frz.: bureau centralisateur).

## Gemeinden
Der Kanton besteht aus zehn Gemeinden und Gemeindeteilen mit insgesamt 8681 Einwohnern (Stand: 1. Januar 2022) auf einer Gesamtfläche von 540,50 km²:
| Gemeinde              | Einwohner 1. Januar 2022 | Fläche km² | Dichte Einw./km² | Code INSEE | Postleitzahl |
| --------------------- | ------------------------ | ---------- | ---------------- | ---------- | ------------ |
| Briançon              | 1.911                    | 1,59       | 1.202            | 05023      | 05100        |
| Cervières             | 189                      | 109,68     | 2                | 05027      | 05100        |
| La Grave              | 479                      | 126,91     | 4                | 05063      | 05320        |
| La Salle-les-Alpes    | 919                      | 35,42      | 26               | 05161      | 05240        |
| Le Monêtier-les-Bains | 968                      | 97,87      | 10               | 05079      | 05220        |
| Puy-Saint-André       | 471                      | 15,37      | 31               | 05107      | 05100        |
| Puy-Saint-Pierre      | 517                      | 7,74       | 67               | 05109      | 05100        |
| Saint-Chaffrey        | 1.504                    | 25,88      | 58               | 05133      | 05330        |
| Villar-d’Arêne        | 290                      | 77,51      | 4                | 05181      | 05480        |
| Villar-Saint-Pancrace | 1.433                    | 42,53      | 34               | 05183      | 05100        |
| Kanton Briançon-1     | 8.681                    | 540,50     | 16               | 0502       | –            |

1. ↑   Nur der südwestliche Teil der Gemeinde, der Rest gehört zum Kanton Briançon-2.

## Politik
| Vertreter im Departementrat | Vertreter im Departementrat | Vertreter im Departementrat |
| Amtszeit                    | Namen                       | Partei                      |
| --------------------------- | --------------------------- | --------------------------- |
| 2015–2021                   | Marine Michel Arnaud Murgia | LR                          |
| 2021–                       | Marine Michel Arnaud Murgia | LR                          |